# Гремячее (Западно-Казахстанская область)
Гремячее (каз. Гремячее) — село в Зеленовском районе Западно-Казахстанской области Казахстана. Входит в состав Железновского сельского округа. Код КАТО — 274433200.

## Население
В 1999 году население села составляло 150 человек (80 мужчин и 70 женщин). По данным переписи 2009 года, в селе проживало 65 человек (31 мужчина и 34 женщины).